# C. Douglas Dillon
Clarence Douglas Dillon, född 21 augusti 1909 i Genève i Schweiz, död 10 januari 2003 i New York, var en amerikansk republikansk politiker och diplomat.

## Biografi
Dillon deltog i andra världskriget i USA:s flotta och var USA:s ambassadör i Frankrike 1953–1957.
John F. Kennedy, en demokratisk president, utnämnde 1961 republikanen Dillon till USA:s finansminister. Han fick behålla sin plats fram till slutet av mandatperioden, när Kennedy blev mördad 1963 och Lyndon B. Johnson blev USA:s president.
Dillon var bland annat vice vd och styrelseordförande för investmentbanken Dillon, Read & Co. som fadern Clarence Dillon, en av USA:s rikaste, hade varit med om att grunda. Namnet Dillon kommer från Dillons farfar Samuel Lapowski, en fattig invandrare från Polen som bytte efternamn till Dillon. Dillon härstammade i mödernet från den skotska adeln. Dillon arbetade också som chef för Metropolitan Museum of Art. Han belönades 1989 med Frihetsmedaljen.
Han gifte sig 1931 med Phyllis Chess Ellsworth. Paret fick två döttrar. Ellsworth avled 1982 och Dillon gifte om sig 1983 med Susan Sage.